# Mordet på Kim Wall
Mordet på Kim Wall, eller Ubåtsfallet, var mordet på 30-åriga svenska journalisten Kim Wall som utfördes av danske Peter Madsen i Køgebukten i Öresund ombord på ubåten UC3 Nautilus den 10 eller 11 augusti 2017. Försvinnandet och sökandet efter Kim Wall, och den efterföljande utredningen och rättegången, fick stor medial uppmärksamhet i Sverige, i Danmark och i övriga världen. Den exakta dödsorsaken är inte fastställd, men mordet tros ha skett i form av tortyrliknande våld, varefter kroppen styckats och sänkts i Køgebukten. Peter Madsen dömdes till livstids fängelse för mordet.

## Bakgrund
Kim Wall var från Trelleborg och utbildade sig i Malmö, Lund, London, Peking och New York. Wall arbetade som frilansjournalist med internationell karriär och hade bland annat arbetat för tidningarna New York Times, Vice, Time och The Guardian. Walls publikationer har översatts till ett flertal språk. Wall skrev gärna om udda personligheter, och ville intervjua Madsen för ett reportage till Wired. Wall och Madsen hade konversation över email under våren 2017 och diskuterat möjligheterna för en intervju.

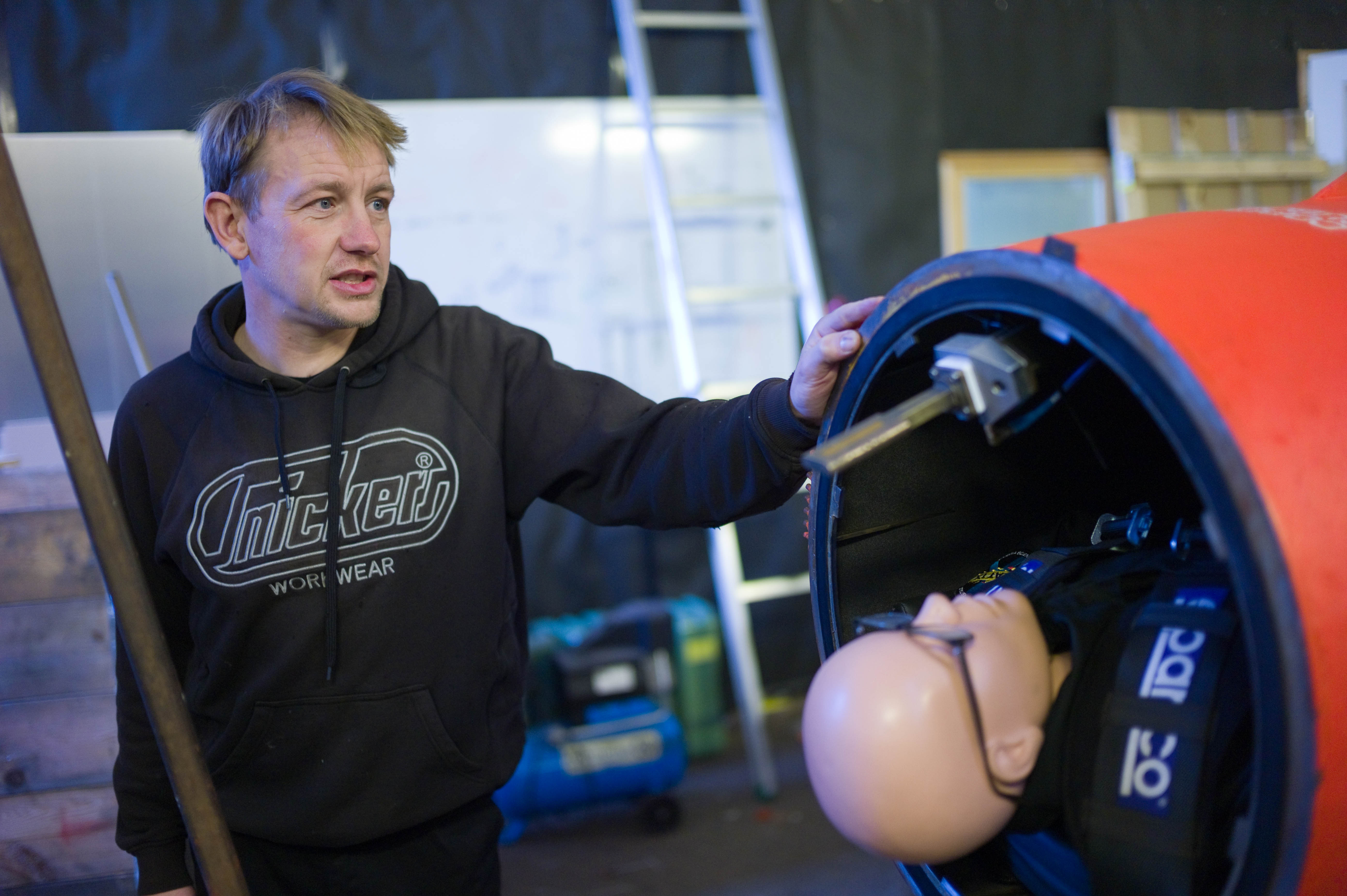
Peter Madsen 2010.

Peter Madsen, även kallad "Raket-Madsen", är en dansk uppfinnare och hobbyingenjör. Madsen är känd inom de danska ingenjörskretsarna för sina säregna konstruktioner, och han hade som mål att bli den första människan i rymden med en amatörkonstruerad raket, och 2008 startade Madsen Copenhagen Suborbitals. Han lämnade sedan det projektet på grund av meningsskiljaktigheter och startade upp ett konkurrerande projekt, Rocket Madsen Space Lab med samma mål.

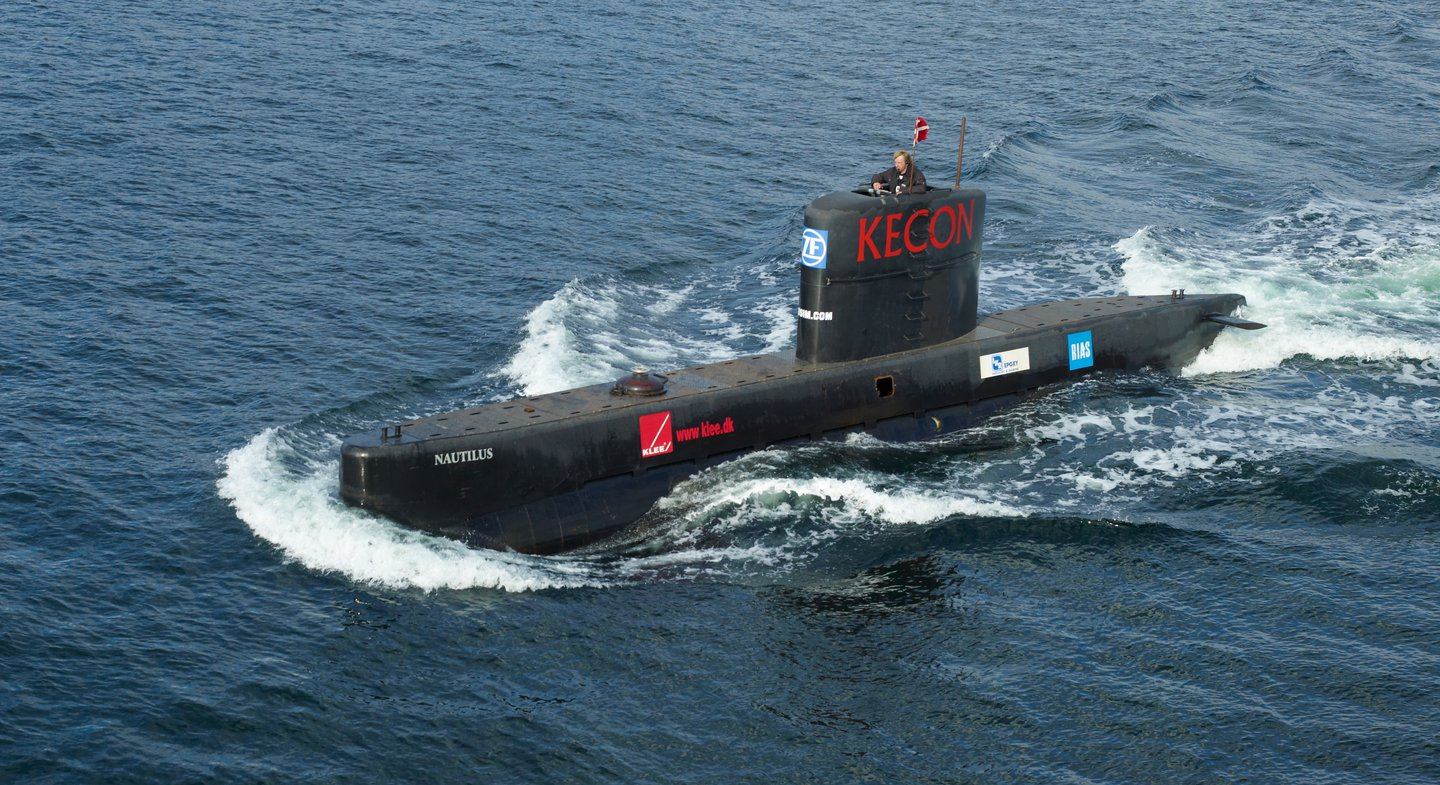
Ubåten UC3 Nautilus (2008)

Madsen har även byggt ubåten UC3 Nautilus som sjösattes 2008, vilket var den tredje ubåten som Madsen byggt.UC3 Nautilus var 17,8 meter lång och vägde 40 ton, och var en av världens största privatbyggda ubåtar. Ubåten användes för många event, bland annat för att 2010 transportera en raket från Köpenhamn till Bornholm, varefter ubåten skadades av en brand. Efter ett långvarigt reparationsarbete sjösattes den då förbättrade UC3 Nautilus igen i april 2017. I ubåten fanns sängar, kök och toalett och plats för totalt åtta personer.

## Händelseförloppet

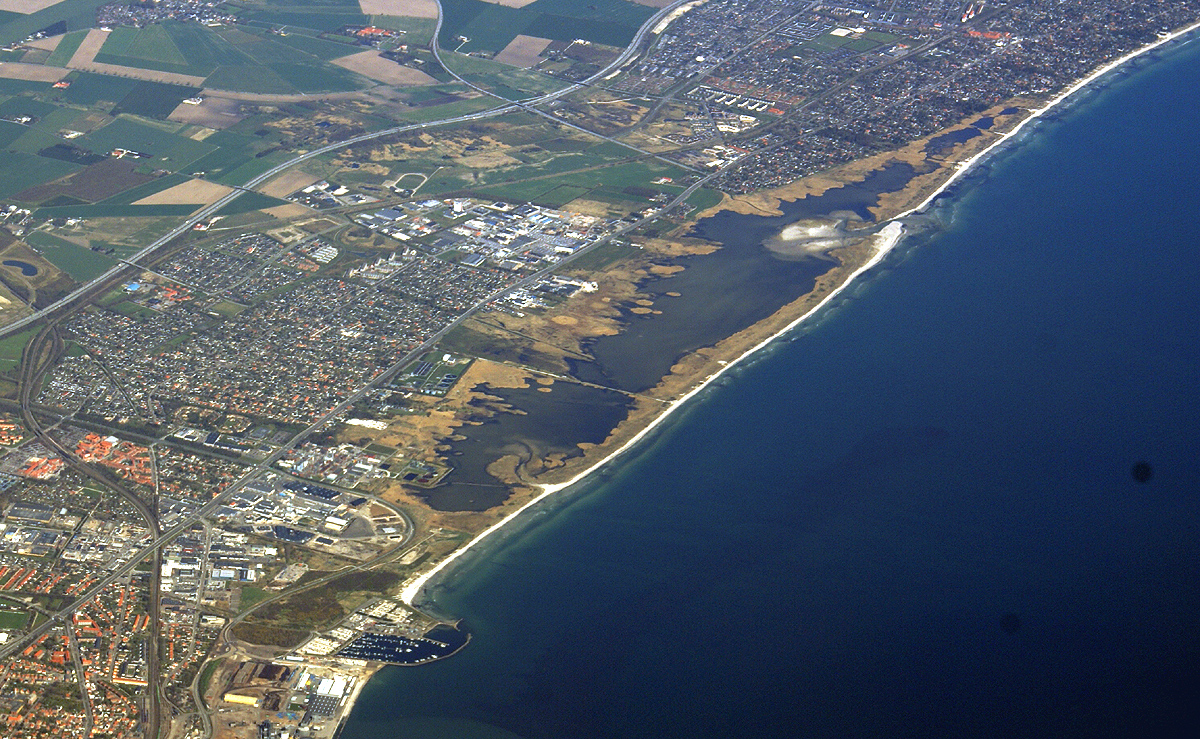
Køgebuktens strand.

Den 30-åriga Kim Wall befann sig torsdag 10 augusti 2017 på en avskedsfest på Refshaleön i Köpenhamn inför en kommande flytt till Kina. Före flytten ville hon hinna med en intervju med den danska uppfinnaren Peter Madsen med anledning av hans raketuppskjutningar. Plötsligt hörde Madsen av sig över sms, och ville träffa Wall samma dag ombord på ubåten UC3 Nautilus. Wall lämnade festen för att genomföra intervjun, och runt kl 19 lämnade ubåten hamnen med Madsen och Wall ombord. Wall observerades på båten av ett flertal personer när den lämnade hamnen.
Vid kl 20:20 passerade ubåten farligt nära kryssningsfartyget AIDAbella mellan Middelgrundsfortet och Köpenhamns hamn, varefter ubåten fortsatte söderut i Drogdenrännan runt Amager  och sydväst in i Køgebukten. Färden skedde i vissa delar i undervattensläge. Wall skickade ett flertal meddelanden till sin pojkvän vilka indikerade att allt var bra, men efter midnatt upphörde meddelandena, och pojkvännen larmade polis och sjöräddningen.
När ubåten konstaterades saknad fredag 11 augusti påbörjades en sökinsats tidigt på morgonen.  Både svenska och danska försvaret deltog i sökandet. Klockan 10:30 siktades ubåten vid Køgebukten, och Madsen meddelade över radio att han hade haft tekniska problem med ubåten men bekräftade att det inte var några personskador. Kort därefter sjönk ubåten snabbt och Madsen plockades upp av en privat båt, men Wall saknades.
Polisutredningen kunde senare visa att Madsen någon gång mellan 10 augusti kl 22 och 11 augusti kl 10 hade attackerat Wall, bundit henne, misshandlat henne med ett vasst föremål och genomfört ett grovt sexuellt övergrepp. Slutligen hade Madsen dödat Wall, varefter kroppen styckades och sänktes med vikter i Køgebukten.

## Polisutredningen
Polisutredningen leddes av Jens Möller på Köpenhamnspolisen. Madsen berättade i de första förhören  fredagen 11 augusti att han satt iland Wall på Refshalvön kvällen innan kl 22:30, men Madsen greps misstänkt för mord alternativt dråp samma dag. Försök att ta sig in i ubåten påbörjades redan på fredagen, och den bärgades 12 augusti och fördes till Köpenhamns norra hamn där den undersöktes. Ubåten bedömdes inte ha sjunkit av en olyckshändelse, utan sänkts av en medveten handling. 12 augusti häktades Madsen misstänkt för "vållande till annans död under särskilt försvårande omständigheter".
Ett genombrott i utredningen kom 21 augusti då en torso, utan armar, ben och huvud, hittades vid Amagers sydkust som kunde DNA-matchas med Wall varefter Madsen omhäktades misstänkt för mord. Madsen ändrade sin tidigare historia till att Wall avlidit av en olycka efter att ha fått en 70 kg tung lucka i huvudet varefter hon dog snabbt av en skallskada. Därefter uppgav Madsen att han hade begravt Wall genom att dumpa kroppen i havet på en "ospecificerad plats" i Køgebukten.  5 september omhäktades Madsen, och domstolen beslutade att han skulle genomgå en rättspsykiatrisk undersökning.
7 oktober meddelade polisen att man hittat Walls huvud, som saknade de skador som förväntades finnas om hon avlidit enligt Madsens beskrivning. I anslutning till den rutt som Madsens ubåt kört hittades även en såg. Efter fynden av kroppsdelarna ändrade Madsen sin historia igen till att Wall har avlidit av kolmonoxidförgiftning när han själv var uppe på däck, men erkände att han styckat Walls kropp och slängt likdelarna i Køgebukten.
Avgörande för fynden av kroppsdelarna i Køgebukten var användandet av tre svenska polishundar, som är specialiserade på att  hitta människor i vatten från båt. Inledningsvis gjordes inga fynd där hundarna markerade, men efter oceanologiska beräkningar av hur doftämnen fördes genom vatten kunde kroppsdelarna lokaliseras på stora avstånd från de platser som hundarna markerat. Dykningarna utfördes av röjdykare från danska militären.
På Madsens hårddisk och dator hittades filmmaterial som innehöll tortyr och kvinnomord, och det framkom att Madsen varit aktiv på sadomasochism-klubbar.
Utredningen visade sammantaget att Madsen någon gång i tidsintervallet 10 augusti kl 22 till 11 augusti kl 10 har angripit Wall. Madsen tros ha bundit henne, misshandlat henne med ett vasst föremål och genomfört grovt sexuellt övergrepp, och slutligen dödat henne. Dödsorsaken kunde inte fastställas.

## Rättsprocessen

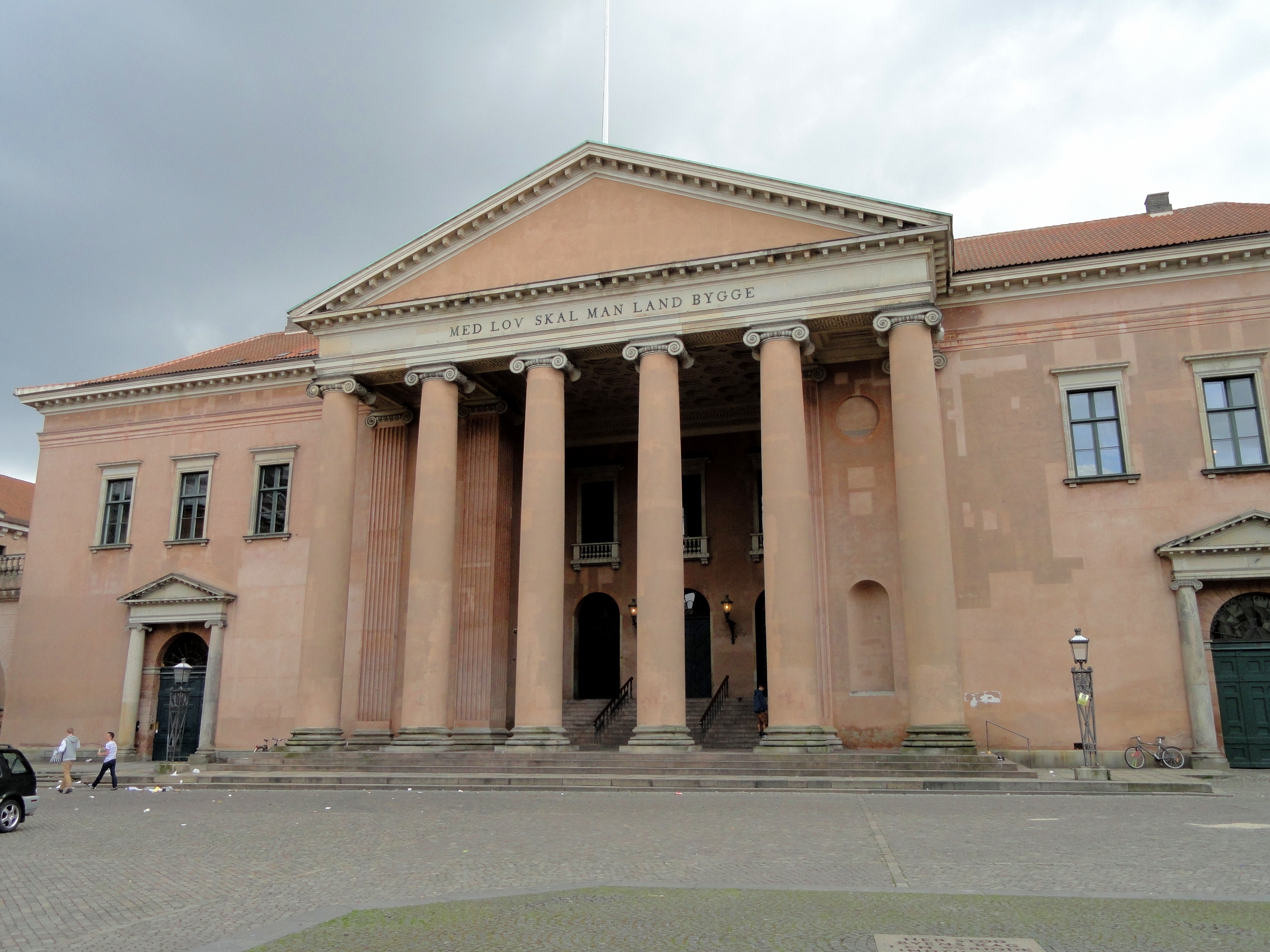
Köpenhamns byret.

Den 16 januari 2018 meddelades att Madsen åtalades för mordet på Wall. Jakob Buch-Jepsen var åklagare i fallet och Madsen försvaras av Betina Hald Engmark.  Madsen misstänktes ha bundit Wall och utsatt henne för bland annat stick med ett vasst föremål. Madsen misstänktes därefter ha dödat Kim Wall och styckat kroppen och sänkt kroppsdelarna i vattnet med hjälp av rördelar. Enligt åtalet hade mordet skett efter planering och förberedelse och Madsen misstänktes även förberett brottet genom att tagit med flera verktyg som kniv, såg, rep, buntband och metallrör till ubåten. Madsen åtalades för mord, brott mot griftefriden och för sexuella våldshandlingar av tortyrliknande karaktär. Dödsorsaken är oklar.
Den rättspsykiatriska undersökning av Madsen som genomfördes visade att han kunde dömas till vanligt fängelsestraff. Åklagaren yrkade på i första hand livstids fängelse och i andra hand till forvaring.
Rättegången inleddes 8 mars 2018 i Köpenhamns byret med stor mediabevakning. Madsen nekade till mordanklagelserna men erkände styckningen av kroppen. Madsen förklarade sina många versioner av händelseförloppet med att han ville skona Walls anhöriga från obehagliga detaljer. Två kvinnor vittnade om att de några dagar före Walls död fått inbjudan av Madsen att följa med på ubåten. Rättegången pågick i 12 dagar.
Madsen dömdes 25 april 2018 till livstids fängelse för bland annat mord, grova sexuella våldshandlingar och brott mot griftefriden. Madsens försvar meddelade samma dag som domen föll att domen skulle överklagas. I september 2018 inleddes  hovrättsförhandlingarna i Østre Landsret i Köpenhamn som fastställde livstidsdomen.

## Epilog
Walls föräldrar startade efter mordet en minnesfond som varje år delar ut Kim Walls stipendium till kvinnliga journalister som verkar i Kim Walls anda.
De tre svenska polishundarna som deltog i sökandet prisades som ”Årets polishund 2018” av Svenska Kennelklubben.
En vandringsutställning I Kim Walls Fotspår visades på många platser under 2019.
Rätten beslutade att ubåten UC3 Nautilus skulle destrueras, vilket var genomfört i december 2018.
I den danska dokumentärserien De hemmelige optagelser med Peter Madsen som publicerades i september 2020 påstår Madsen i en intervju med journalisten Kristian Linnemann att han dödat Wall efter att Walls frågor träffat ömma punkter.
20 oktober 2020 lyckades Madsen fly från fängelset Herstedvester genom att ta gisslan och använda attrapper av vapen och bombbälte, men han greps omgående utanför fängelset.

## I populärkulturen
Utredningen av mordet på Kim Wall skildras i den danska TV-serien Utredningen, regisserad av Tobias Lindholm med bland andra Rolf Lassgård i en huvudroll. Mordet skildras även i radiodokumentären Mordet på Kim Wall av P3 Dokumentär och i intervju-dokumentären De hemmelige optagelser med Peter Madsen på Discovery+.
24 januari 2020 släpptes dokumentärfilmen Into the Deep, skapad av australienska Emma Sullivan, som följer Peter Madsen före mordet och visar intervjuer med Madsens team efter försvinnandet.

## Tidslinje
10 augusti 2017, ca kl 19: UC3 Nautilus lämnar hamnen i Köpenhamn.
11 augusti 2017, kl 01:43: Walls pojkvän kontaktar polisen.
11 augusti 2017, kl 10:14: UC3 Nautilus syns vid Køgebukten.
11 augusti 2017, kl 11: UC3 Nautilus sjunker och Madsen räddas.
11 augusti 2017: Madsen grips.
12 augusti 2017:  Madsen häktas.
12 augusti 2017: UC3 Nautilus bärgas.
21 augusti 2017: Walls överkropp hittas.
6 oktober 2017: Walls huvud och hennes kläder hittas.
11 oktober 2017: En såg hittas på havsbotten.
20 november 2017:  Walls ena arm hittas.
29 november 2017:  Walls andra arm hittas.
16 januari 2018: Madsen åtalas för mord.
8 mars 2018: Rättegångsförhandlingarna inleds i Københavns Byret.
25 april 2018: Madsen döms till livstids fängelse.
5 september 2018:  Hovrättsförhandlingarna inleds.
26 september 2018: Hovrätten fastställer livstidsstraffet.